# Vương cung thánh đường Đức Mẹ Thăm Viếng Wambierzyce
Vương cung thánh đường Đức Mẹ Thăm Viếng (tiếng Ba Lan: Sanktuarium Wambierzyckiej Królowej Rodzin) là một tiểu vương cung thánh đường mang phong cách kiến trúc Baroque, nằm tại làng Wambierzyce, Ba Lan. Vương cung thánh đường này được xây dựng từ giữa năm 1715 đến năm 1723. Năm 1936, Giáo hoàng Piô XI đã phong hiệu cho thánh đường tại Wambierzyce là tiểu vương cung thánh đường.

## Lịch sử

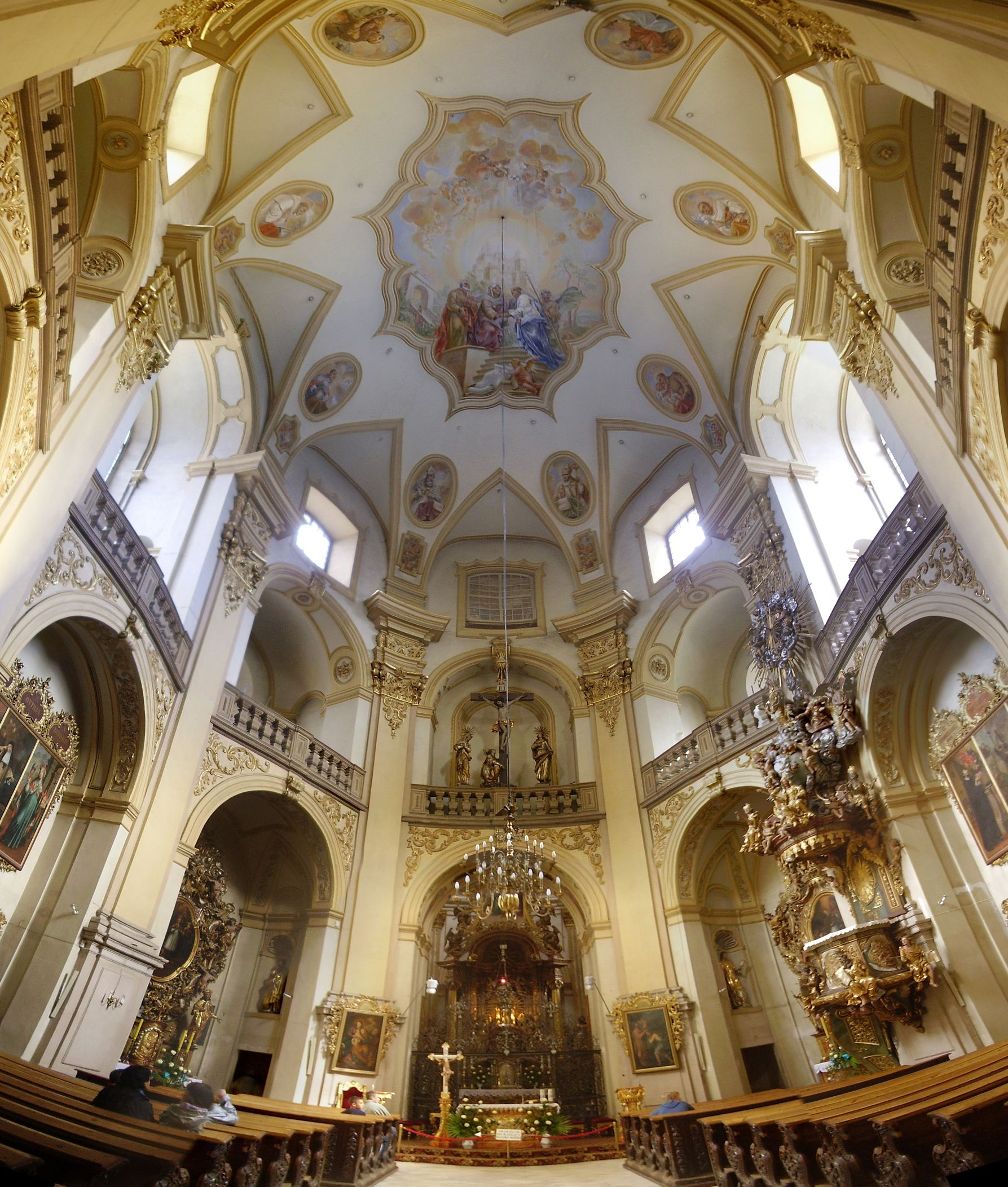
Bên trong vương cung thánh đường

Vương cung thánh đường này nằm trên một ngọn đồi, nơi đây vào thế kỷ 12 từng có một bức tượng Đức Mẹ Maria bằng gỗ. Theo một biên niên sử có từ năm 1218, một người khiếm thị tên là Jan z Raszewa đã lấy lại được đôi mắt khi tìm đến bức tượng Đức Mẹ nằm trên đồi. Sau chuyện này, nhiều người hành hương đã đến đây rồi dựng bệ thờ, chân đèn nến cùng một bình đựng nước thánh dưới gốc cây nơi có bức tượng Đức Mẹ. Sang đến năm 1263, người ta đã xây một nhà thờ gỗ cũng chính tại nơi đây.
Năm 1512, Ludwik von Panwitz đã xây lại một nhà thờ lớn hơn bằng gạch. Đáng tiếc, nhà thờ bằng gạch đã bị tàn phá do cuộc chiến tranh Ba Mươi Năm. Đến giữa năm 1695 và năm 1711, một nhà thờ mới lại được xây lên nhưng chỉ ít lâu sau đã bị đổ nát và được xây lại vào năm 1714. Từ năm 1715 đến năm 1723, Bá tước Franciszek Antony von Goetzen đã cho xây một nhà thờ mới và cũng chính là vương cung thánh đường của ngày nay. Năm 1936, Giáo hoàng Piô XI đã phong hiệu tiểu vương cung thánh đường cho nhà thờ này. Tháng 8 năm 1987, Hồng y giáo chủ Stefan Wyszyński đã trao vương miện cho tượng Đức Mẹ Maria tại đây và phong hiệu là Nữ vương che chở các gia đình ở Wambierzyce (Wambierzycka Królowa Rodzin).